# Bongo, roi du cirque
Pour les articles homonymes, voir Bongo (homonymie).
Pour plus de détails, voir Fiche technique et Distribution.
Bongo, roi du cirque (Bongo) est un moyen-métrage d'animation américain réalisé par Jack Kinney et produit par Walt Disney Productions, sorti initialement le 27 septembre 1947, comme une séquence du film Coquin de printemps,, puis ressorti seul le 20 janvier 1971, avec quelques différences.

## Synopsis
Bongo est un petit ours, vedette d'un cirque, qui malgré ses nombreux numéros et l'accueil du public ne supporte plus sa vie. Selon la narratrice, il serait capable de jongler sur un trapèze et de faire l'équilibriste, mais il est maltraité par ses maîtres et placé dans une cage trop étroite. Un jour, lors d'un trajet en train, sa conscience lui rappelle sa nature sauvage et le goût de la liberté. Il secoue les barreaux de sa cage jusqu'à briser le cadenas et s'échappe sur son monocycle vers une forêt. Il y rencontre plusieurs animaux. Cherchant à imiter ces animaux sauvages, dont deux tamias qui grimpent à un arbre, Bongo provoque leurs rires. Mais il profite de sa liberté et se prélasse dans une prairie de marguerites, admirant le paysage. Il se promène dans la montagne et reste avec les animaux jusqu'à la tombée de la nuit. Alors que les autres sont endormis, Bongo passe une nuit agitée par l'irruption d'une chenille, d'un mille-pattes, d'un coyote, de moustiques puis d'un orage avec ses éclairs et son tonnerre. En pleine nuit, il part sur son monocycle à la recherche d'un endroit plus calme et parvient à dormir. Son réveil est brutal quand il s'aperçoit qu'il était au bord d'une falaise. Affolé, il cherche à s'en aller sur son monocycle mais un éternuement le repousse vers le précipice. Il parvient toutefois à survivre.
Affamé, il tente d'attraper un poisson dans une rivière mais n'y parvient pas. Sa maladresse fait rire une jeune ourse au pelage plus clair coiffée d'une fleur, nommée Lulubelle et dont il tombe amoureux. Il la suit à travers la forêt en un ballet romantique. Au bout d'un moment, elle l'autorise à s'approcher et ils se touchent la truffe, formant un cœur. Sur un nuage rose, deux oursons angelots arrivent et aident le couple à entamer une romance dans un paradis aux nuages roses. Le couple allongé au milieu d'une clairière est alors rejoint et entouré par un grand nombre d'ours qui s'enfuient à l'arrivée d'un énorme ours, nommé Lumpjack, musclé et antipathique, que leur amour semble mettre en colère. Il attrape Bongo et le frappe. Lulubelle s'interpose et fait signe à Bongo de lui faire la bise mais à la place, elle le gifle. Blessé par ce geste, Bongo s'éloigne. Lulubelle souhaite alors le gifler à nouveau mais sa patte frappe le méchant ours qui s'imagine avoir ressenti le choc de l'amour. Bongo part alors sur son monocycle à travers la forêt. Une chanson et une danse entre les ours met en avant le fait que les ours se donnent une claque pour se déclarer leur amour, ce qu'ignore Bongo. Réalisant son ignorance des coutumes des ours sauvages, Bongo repart auprès de Lulubelle et se bat. Son monocycle devient un atout et il terrasse son adversaire qui détruit une partie de la forêt avec un tronc comme massue. Chutant du haut du précipice avec son adversaire, ils tombent à l'eau et poursuivent leur combat sur un tronc flottant jusqu'à une cascade. Bongo parvient à ne pas être emmené par le courant, à l'inverse de son adversaire. Il rejoint alors Lulubelle, grimpant aux arbres.

## Fiche technique
- Titre original : Bongo
- Autres titres[1] :
  -  Brésil : Bongo
  -  France : Bongo, roi du cirque
- Réalisateur : Jack Kinney
- Scénario : Sinclair Lewis
- Voix :
  - Version de 1947[2] : Dinah Shore (narratrice)
  - Version de 1971[4] : Eddie Carroll Jiminy Crickett
- Producteur : Walt Disney
- Production : Walt Disney Pictures
- Distributeur : Buena Vista Home Entertainment
- Pays de production :  États-Unis
- Langue : Anglais
- Format : Couleur (Technicolor)
- Son : Mono
- Durée : 32 min[3]
- Date de sortie :
  - États-Unis : Dans Coquin de printemps : 27 septembre 1947
  - États-Unis : Seul[3] : 20 janvier 1971

## Voix françaises
- Marie Ruggeri : la narratrice et la soliste

## Origine et production
Bongo est basé sur une histoire originale de Sinclair Lewis,. Pour Maltin, c'est une histoire « inoffensive mais incomparablement faible [...] racontable en 5 minutes » et qui a nécessité l'ajout de morceaux supplémentaires, « scènes d'actions sans but et musique d'ambiance]. »
D'après Michael Barrier, la séquence de Bongo aurait été réalisé sous la direction de Jack Kinney qui supervisa celle de nombreux courts métrages de Dingo.
L'animation de cette séquence est similaire (en qualité) à celle des courts métrages Disney de l'époque, à part quelques exceptions comme la scène campagnarde où le décor avec un lac aux reflets miroitants et une montagne en arrière-plan est digne d'une carte postale. Pour Grant, le choix de cette histoire dénote une relation improbable entre Disney et Lewis et rehaussée par la narration de Dinah Shore semblant ne pas trop partager les idées de Lewis.
Le personnage de Bongo est plus proche de l'ours en peluche que d'un vrai, surtout son costume d'animal de cirque, un chapeau jaune, une veste rouge et un nœud papillon bleu. Il est donc plus proche de Mickey ou Donald, tous deux costumés, que de Nicodème, Boniface ou Baloo. D'après la narration, cet ours vedette de cirque « peut plonger de 300 pieds (91 m) dans une éponge mouillée gracieusement » mais est fatigué de la vie qu'il mène. Ses maîtres ne le traitent pas à sa valeur et il doit dormir dans une cage trop petite.
Le personnage de Lulubelle est une ourse  de couleur brun pâle, avec de grands yeux soulignés par d'exubérant cils et une fleur rose sur l'oreille. Le méchant ours Lumpjaw est lui de couleur sombre, couramment utilisée par Disney pour souligner une apparence massive, doté d'une impressionnante dentition prognathe. L'histoire d'amour entre Bongo et Lulubelle reprend tous les clichés présents dans le Livre de l'Amour, les angelots, le coup de foudre, la balade en barque...
Les deux personnages qui se lient d'amitié avec Bongo sont des tamias et évoquent le duo Tic et Tac. Deux tamias étaient aussi apparus dans Pluto soldat (1943) mais ils ne seront nommés qu'avec le court métrage Donald chez les écureuils (sorti le 28 novembre 1947).
Le film a été diffusé à la télévision le 28 septembre 1955, dans l'émission Walt Disney Presents sur ABC sous le nom Jiminy Cricket Presents Bongo.

## Analyse
Maltin ne retient que deux extraits de la séquence Bongo : l'idylle campagnarde et la séquence de rêve avec le cœur géant explosant en une myriade d'angelots. Mais Maltin ne parvient pas à s'attacher aux personnages ou à l'histoire trop informels et divaguant. Selon Grant, les personnages de cette séquence manquent de profondeur malgré le charme, la verve et une certaine sensation de fantaisie, typique de Disney.

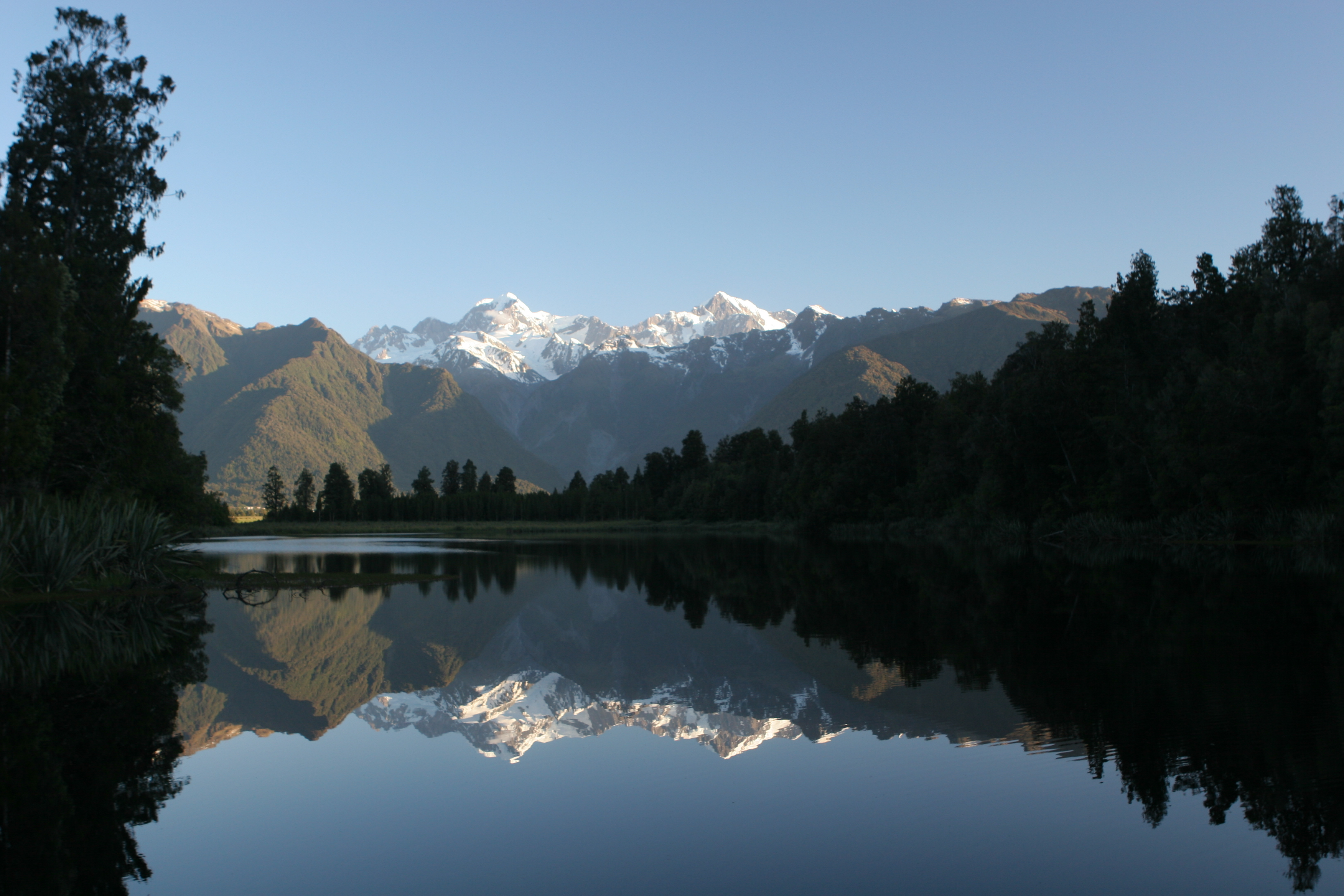
Décor naturel proche de celui du film (Lac Matheson du Parc national Aoraki/Mount Cook, Nouvelle-Zélande.

Douglas Brode va plus loin, rappelant la mouvance politique de Sinclair, le socialisme, il voit dans ce film un retour à la nature, une fuite du style de vie carcérale de la société avec des touches de « sympathie primale » de William Wordsworth. Brode indique que Sinclair était apprécié des socialistes du début du XXe siècle dont le père de Walt Disney, Elias aurait fait partie. Ce film serait une relance de la mouvance intellectuelle du « retour à la nature » engagée dès 1845 par Henry David Thoreau avec la construction puis la vie dans sa cabane près de l'étang de Walden qu'il relate Walden ou la vie dans les bois (1954). Cette mouvance a resurgi à maintes reprises par la suite mais est devenu un phénomène de société aux États-Unis dans les années 1960, époque dont Brode cherche les racines dans son ouvrage From Walt to Woodstock. La scène de Bongo au bord du lac avec la montagne à l'horizon fait écho aux poèmes Vers écrits dans la vallée de Chamonix (1816) de Percy Bysshe Shelley.
Cette séquence du film montre aussi que les mentalités au sein du studio Disney ont changé. Ainsi selon Brode, Disney est « post-darwiniste conscient des concepts du naturalisme » avec la seconde partie de Bongo, celle où l'ours dressé retrouve la nature d'abord idyllique doit se battre contre la famine, les autres animaux et la nature elle-même. La scène d'amour montre selon Brode avec une grande honnêteté l'idéal romantique avec un darwinisme réel. John Grant établit un parallèle entre le couple Bongo et Lulubelle et Rox et Vixy dans Rox et Rouky (1981) la femelle de chaque couple accueilli et soutenu le jeune mâle inexpérimenté dans la vie sauvage. La séquence amène une confrontation entre le côté sombre, violent, de la nature et l'optimisme de Walt Disney; ainsi, malgré une nuit agitée pleine de violence, la lumière du jour amène l'espoir, la beauté, le calme et même l'amour. À nouveau la nature bestiale, ici la sexualité resurgit avec l'arrivée de Lumpjack, un ours brutal et à la cervelle minuscule, comme c'est souvent le cas chez les méchants de Disney. Pour Brode, il assimile à la morale du film l'assertion suivante d'Ernest Bernbaum : 

« Comme pour le survivant, ce n'est pas toujours le loup solitaire, le sauvage, le prédateur, qui est le plus récompensé, mais plutôt le plus apte, le plus habile, le plus coopératif et ceux qui ont développé  assez d'imagination et d'intelligence pour apprendre par expérience. »

— Ernest Bernbaum, Guide Through Romantic Movement
La morale illustrée par cette fable de Disney est que le romantisme et le Darwinisme n'existent pas, le rude processus de sélection naturelle - sombre, difficile et mortel - doit être subi avant que le Jardin d'Éden puisse être (et sera) atteint.
Le studio Disney a par la suite essayé de faire apprécier le personnage de Bongo et ressortant la séquence mais sans y parvenir. D'après un article de Life d'octobre 1947, le personnage de Bongo est l'un des meilleurs candidats pour remplacer le personnage vieillissant de Mickey Mouse, mais l'avenir a démontré le contraire. D'après ce même magazine le public a apprécié le retour de Disney dans le « Disney basique, l'humour ordinaire des cartoons. »

## Le personnage
Le personnage de Bongo est plus proche de l'ours en peluche que d'un vrai, surtout son costume d'animal de cirque, un chapeau jaune, une veste rouge et un nœud papillon bleu. Il est donc anthropomorphologiquement parlant plus proche de Mickey ou Donald, tous deux costumés que de Nicodème, Boniface ou Baloo.
D'après la narration, cet ours vedette de cirque « peut plonger gracieusement de 300 pieds (91 m) dans une éponge mouillée » mais est fatigué de la vie qu'il mène. Ses maîtres ne le traitent pas à sa valeur et il doit dormir dans une cage trop petite.
D'après un article de Life d'octobre 1947, le personnage de Bongo est l'un des meilleurs candidats pour remplacer le personnage vieillissant de Mickey Mouse, mais l'avenir a démontré le contraire.

## Voir  aussi

### Liens  externes
- Ressources relatives à l'audiovisuel :   - Disney A to Z
  - IMDb
  - OFDb
  - The Movie Database